# Sabarat
Sabarat [sabaʁat] est une commune française située dans le département de l'Ariège, en région Occitanie. Sur le plan historique et culturel, la commune fait partie du Pédaguès, ancienne appellation remplacée au XXIe siècle par la dénomination géographique de Terrefort ariégeois, constitué des terreforts de Pamiers et de Saverdun, sur la rive gauche de l'Ariège.
Exposée à un climat océanique altéré, elle est drainée par l'Arize, la Dourne, le ruisseau de Menay et par divers autres petits cours d'eau. Incluse dans le parc naturel régional des Pyrénées ariégeoises, la commune possède un patrimoine naturel remarquable : un site Natura 2000 (les « Queirs du Mas d'Azil et de Camarade, grottes du Mas d'Azil et de la carrière de Sabarat »), un espace protégé (la « carrière de Sabarat ») et quatre zones naturelles d'intérêt écologique, faunistique et floristique.
Sabarat est une commune rurale qui compte 377 habitants en 2022, après avoir connu un pic de population de 830 habitants en 1846. Ses habitants sont appelés les Sabaratois ou Sabaratoises.
Le patrimoine architectural de la commune comprend un immeuble protégé au titre des monuments historiques : l'église Sainte-Anne, inscrite en 1944.

## Géographie

### Localisation
La commune de Sabarat se trouve dans le département de l'Ariège, en région Occitanie.
Elle se situe à 23 km à vol d'oiseau de Foix, préfecture du département, à 24 km de Saint-Girons, sous-préfecture, et à 20 km de Lézat-sur-Lèze, bureau centralisateur du canton d'Arize-Lèze dont dépend la commune depuis 2015 pour les élections départementales.
La commune fait en outre partie du bassin de vie de Pamiers.
Les communes les plus proches sont : 
Les Bordes-sur-Arize (1,6 km), Le Mas-d'Azil (3,1 km), Castéras (3,4 km), Gabre (3,6 km), Lanoux (3,7 km), Pailhès (4,4 km), Campagne-sur-Arize (5,2 km), Carla-Bayle (5,7 km).
Sur le plan historique et culturel, Sabarat fait partie du Pédaguès, ou Podaguès, ancienne appellation remplacée au XXIe siècle par la dénomination géographique de Terrefort ariégeois, constitué des terreforts de Pamiers et de Saverdun, sur la rive gauche de l'Ariège.
Sabarat est limitrophe de six autres communes.
Les communes limitrophes sont  Castéras, Gabre, Lanoux, Le Mas-d'Azil, Les Bordes-sur-Arize et Pailhès.
| Les Bordes-sur-Arize | Castéras | Lanoux  |
|                      | Sabarat  | Pailhès |
| Le Mas-d'Azil        | Gabre    |         |

### Relief, hydrographie et hameaux
Le bourg se développe de part et d'autre de l'Arize, au niveau d’un méandre de cette rivière venant de traverser le massif calcaire du Plantaurel.
Sur la rive gauche de l'Arize se trouve le noyau ancien du village ; un noyau plus récent, sur la rive droite, s'est formé autour du carrefour de la D 119 avec la D 628.

### Géologie et relief
La commune est située dans le Bassin aquitain, le deuxième plus grand bassin sédimentaire de la France après le Bassin parisien, certaines parties étant recouvertes par des formations superficielles. Les terrains affleurants sur le territoire communal sont constitués de roches sédimentaires datant du Cénozoïque, l'ère géologique la plus récente sur l'échelle des temps géologiques, débutant il y a 66 millions d'années. La structure détaillée des couches affleurantes est décrite dans la feuille « n°1056 - Le Mas d'Azil » de la carte géologique harmonisée au 1/50 000ème du département de l'Ariège, et sa notice associée.
La superficie cadastrale de la commune publiée par l’Insee, qui sert de références dans toutes les statistiques, est de 9,50 km2,. La superficie géographique, issue de la BD Topo, composante du Référentiel à grande échelle produit par l'IGN, est quant à elle de 9,69 km2. Son relief est relativement accidenté puisque la dénivelée maximale atteint 245 mètres. L'altitude du territoire varie entre 265 m et 510 m.
La superficie de la commune est de 950 hectares ; son altitude varie de 265  à   510 mètres.

### Hydrographie

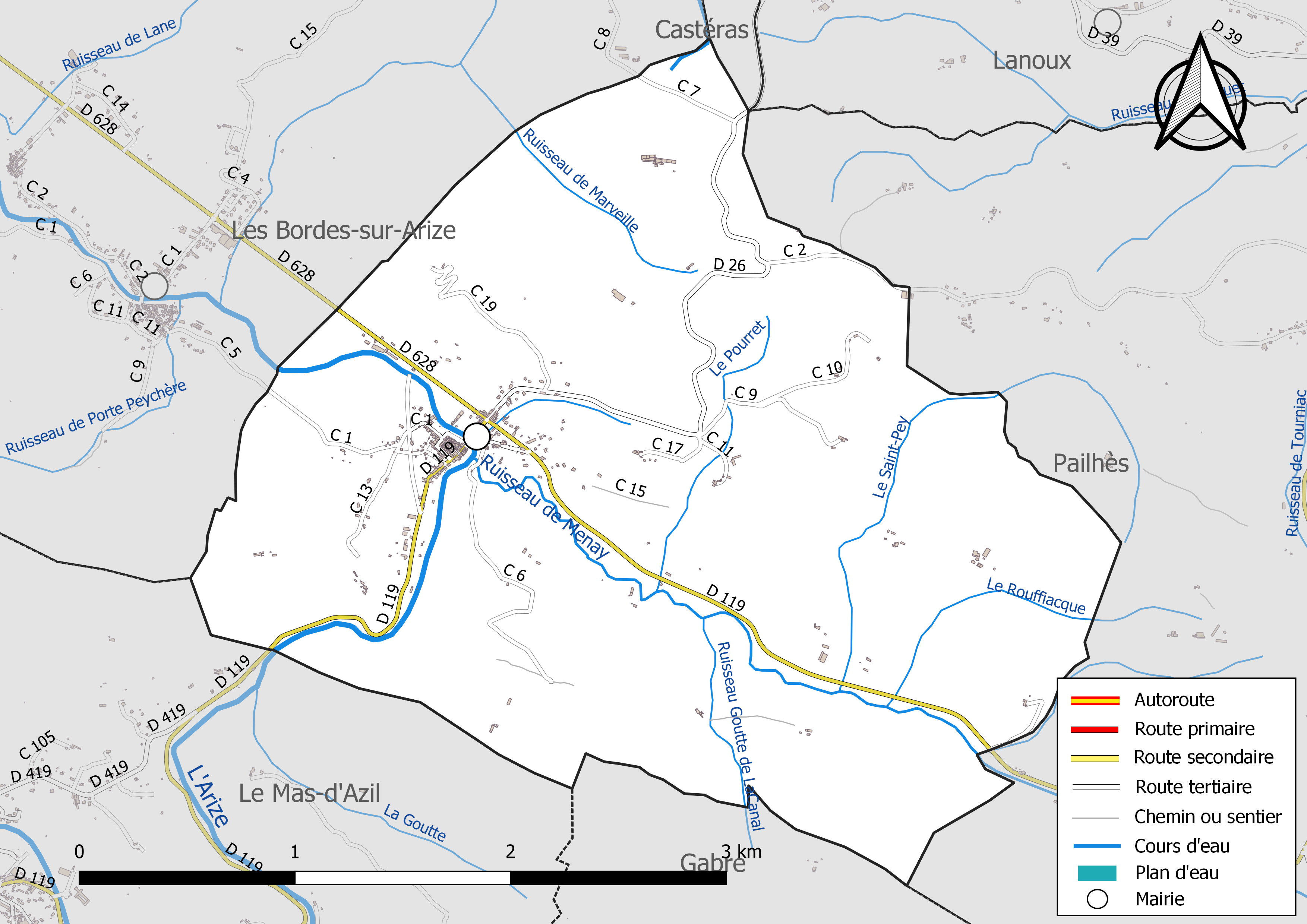
Réseaux hydrographique et routier de Sabarat.

La commune est dans le bassin versant de la Garonne, au sein du bassin hydrographique Adour-Garonne. Elle est drainée par l'Arize, la Dourne, le ruisseau de Menay, le Pourret, le Rouffiacque, le Saint-Pey, le ruisseau de Marveille, le ruisseau Goutte de LaCanal et par deux petits cours d'eau, constituant un réseau hydrographique de 14 km de longueur totale,.
L'Arize, d'une longueur totale de 83,78 km, prend sa source dans la commune de Sentenac-de-Sérou et s'écoule du sud vers le nord. Elle traverse la commune et se jette dans la Garonne à Carbonne, après avoir traversé 20 communes.
La Dourne, d'une longueur totale de 12,1 km, prend sa source dans la commune de Sabarat et s'écoule du sud vers le nord puis d'est en ouest. Elle traverse la commune et se jette dans l'Arize à Campagne-sur-Arize, après avoir traversé 5 communes.

### Climat
Pour des articles plus généraux, voir Climat de l'Occitanie et Climat de l'Ariège.
En 2010, le climat de la commune est de type climat océanique altéré, selon une étude s'appuyant sur une série de données couvrant la période 1971-2000. En 2020, Météo-France publie une typologie des climats de la France métropolitaine dans laquelle la commune est exposée à un climat de montagne et est dans la région climatique Pyrénées centrales, caractérisée par une pluviométrie annuelle de 1 000 à 1 200 mm.
Pour la période 1971-2000, la température annuelle moyenne est de 12,6 °C, avec une amplitude thermique annuelle de 15,3 °C. Le cumul annuel moyen de précipitations est de 777 mm, avec 9,7 jours de précipitations en janvier et 6 jours en juillet. Pour la période 1991-2020, la température moyenne annuelle observée sur la station météorologique la plus proche, située sur la commune de La Bastide-de-Sérou à 10 km à vol d'oiseau, est de 11,9 °C et le cumul annuel moyen de précipitations est de 1 091,0 mm,. Pour l'avenir, les paramètres climatiques de la commune estimés pour 2050 selon différents scénarios d'émission de gaz à effet de serre sont consultables sur un site dédié publié par Météo-France en novembre 2022.

### Milieux naturels et biodiversité

#### Espaces protégés
La protection réglementaire est le mode d’intervention le plus fort pour préserver des espaces naturels remarquables et leur biodiversité associée,.
La commune fait partie du parc naturel régional des Pyrénées ariégeoises, créé en 2009 et d'une superficie de 245 973 ha, qui s'étend sur 138 communes du département. Ce territoire unit les plus hauts sommets aux frontières de l’Andorre et de l’Espagne (la Pique d'Estats, le mont Valier, etc) et les plus hautes vallées des avants-monts, jusqu’aux plissements du Plantaurel.
Un autre espace protégé est présent sur la commune : la « carrière de Sabarat », objet d'un arrêté de protection de biotope, d'une superficie de 0,2 ha.

#### Réseau Natura 2000

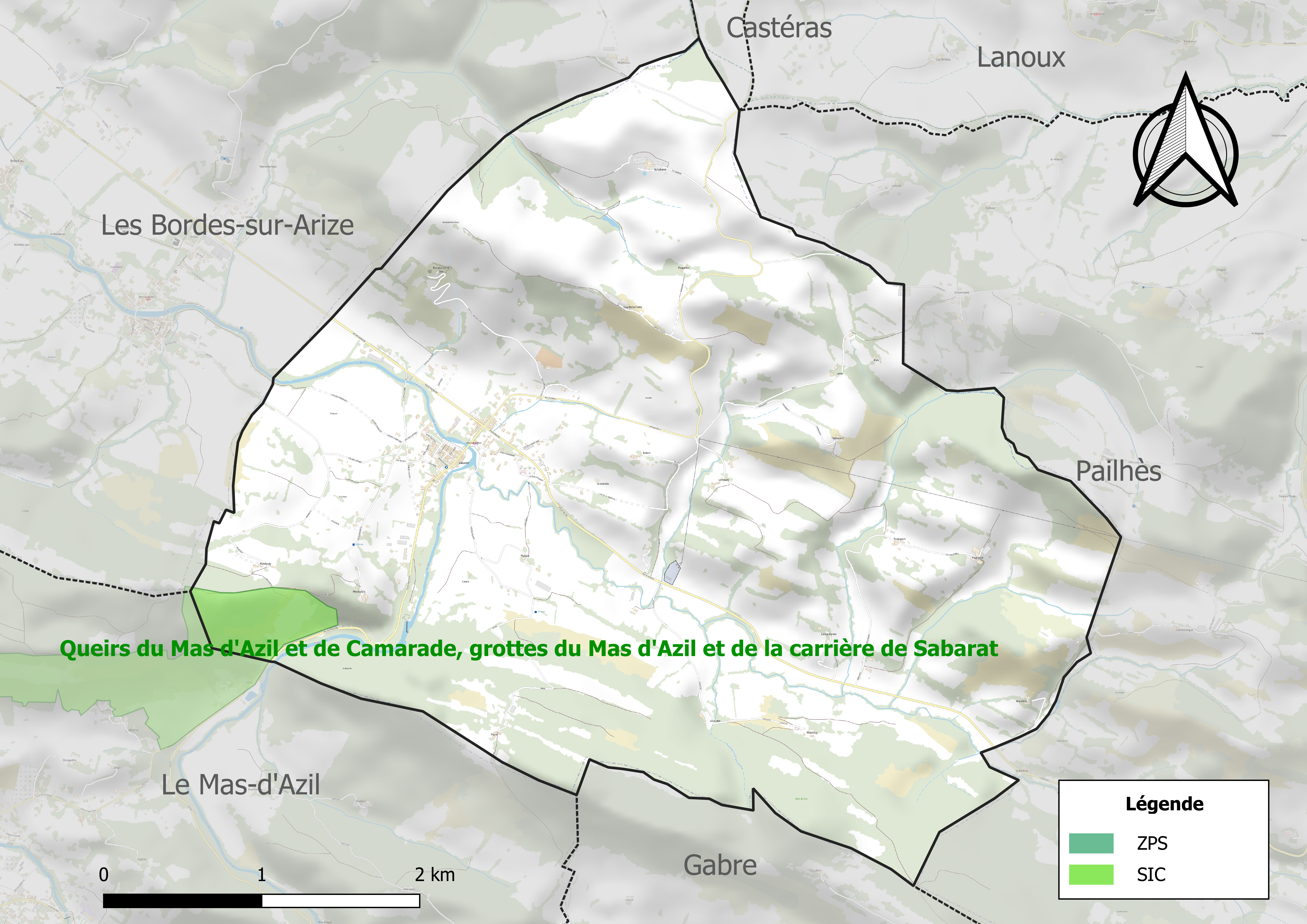
Site Natura 2000 sur le territoire communal.

Le réseau Natura 2000 est un réseau écologique européen de sites naturels d'intérêt écologique élaboré à partir des directives habitats et oiseaux, constitué de zones spéciales de conservation (ZSC) et de zones de protection spéciale (ZPS).
Un site Natura 2000 a été défini sur la commune au titre de la directive habitats : les « Queirs du Mas d'Azil et de Camarade, grottes du Mas d'Azil et de la carrière de Sabarat », d'une superficie de 1 629 ha, un ensemble exceptionnel de pelouses sèches à orchidées et de milieux souterrains.

#### Zones naturelles d'intérêt écologique, faunistique et floristique
L’inventaire des zones naturelles d'intérêt écologique, faunistique et floristique (ZNIEFF) a pour objectif de réaliser une couverture des zones les plus intéressantes sur le plan écologique, essentiellement dans la perspective d’améliorer la connaissance du patrimoine naturel national et de fournir aux différents décideurs un outil d’aide à la prise en compte de l’environnement dans l’aménagement du territoire.
Trois ZNIEFF de type 1 sont recensées sur la commune :
- l'« Arize et affluents en aval de Cadarcet » (379 ha), couvrant 21 communes dont 18 dans l'Ariège et 3 dans la Haute-Garonne[35] ;
- « le Plantaurel : du Mas d'Azil à l'Ariège » (15 850 ha), couvrant 26 communes du département[36],
- « Le Plantaurel occidental » (5 042 ha), couvrant 10 communes dont 8 dans l'Ariège et 2 dans la Haute-Garonne[37] ;

et une ZNIEFF de type 2, : « le Plantaurel » (42 116 ha), couvrant 72 communes dont 68 dans l'Ariège, 2 dans l'Aude et 2 dans la Haute-Garonne.

Carte des ZNIEFF de type 1 et 2 à Sabarat.
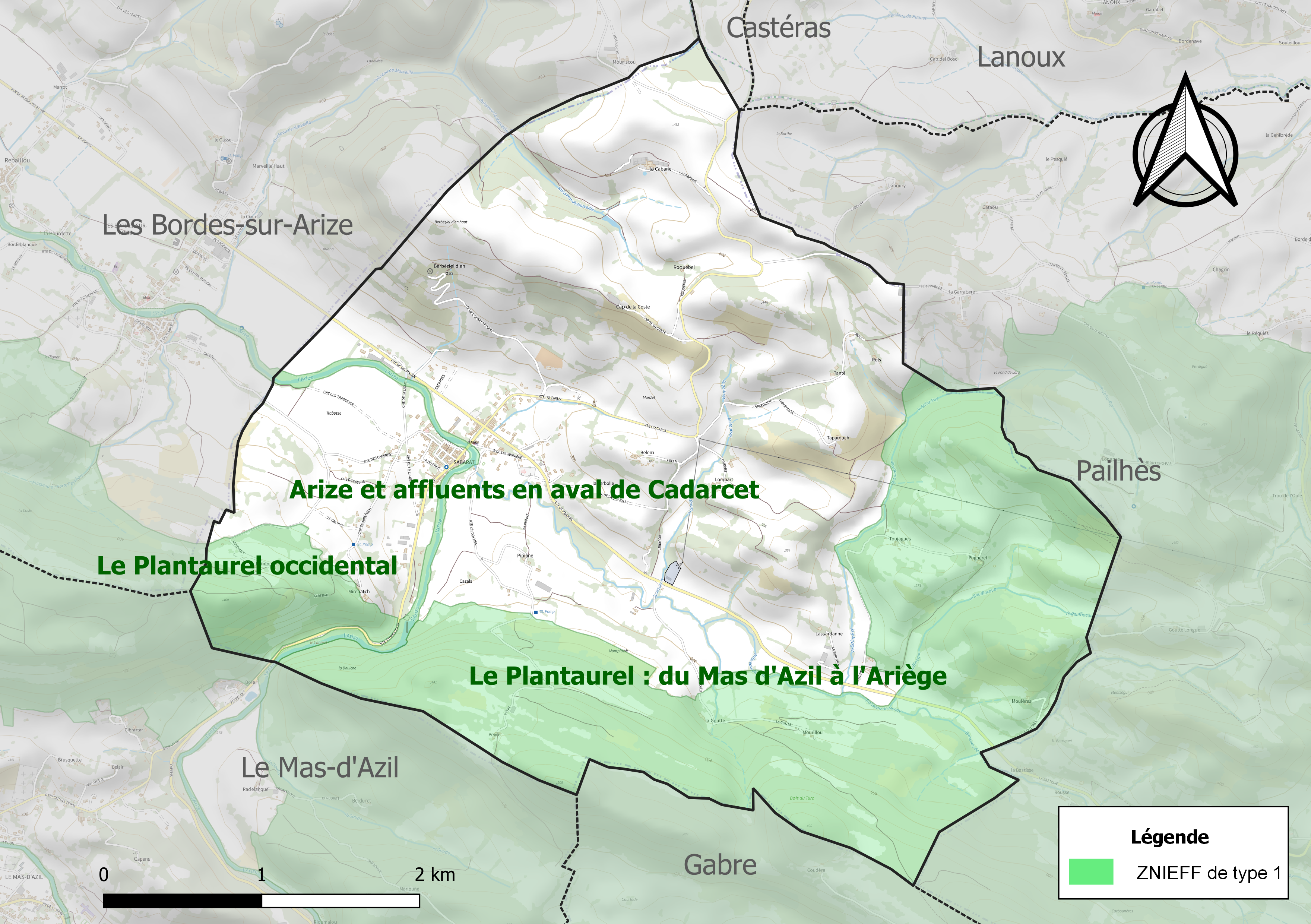
Carte des ZNIEFF de type 1 sur la commune.
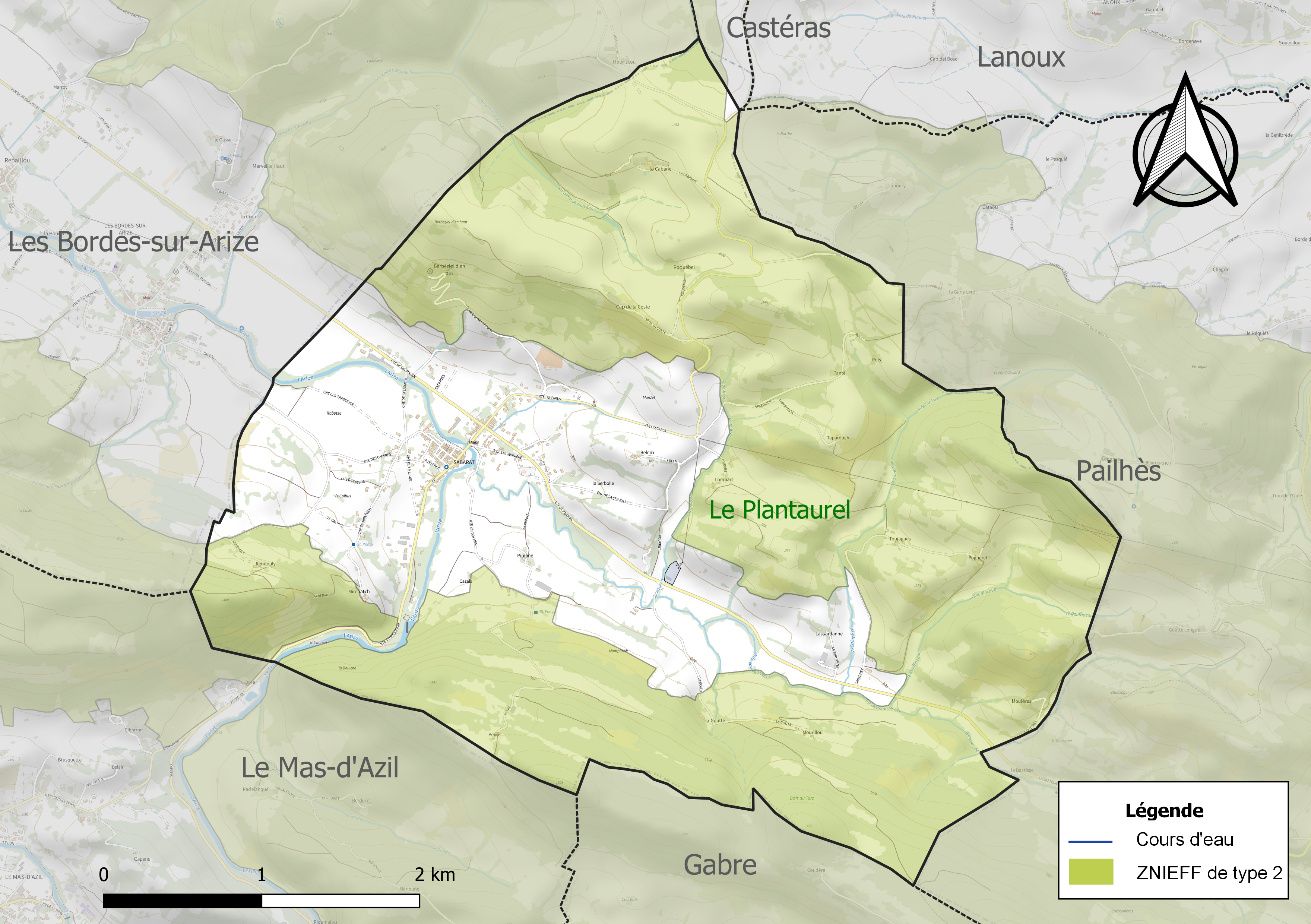
Carte de la ZNIEFF de type 2 sur la commune.

## Urbanisme

### Typologie
Au 1er janvier 2024, Sabarat est catégorisée commune rurale à habitat dispersé, selon la nouvelle grille communale de densité à 7 niveaux définie par l'Insee en 2022.
Elle est située hors unité urbaine et hors attraction des villes,.

### Occupation des sols
L'occupation des sols de la commune, telle qu'elle ressort de la base de données européenne d’occupation biophysique des sols Corine Land Cover (CLC), est marquée par l'importance des territoires agricoles (77,4 % en 2018), en augmentation par rapport à 1990 (76,1 %). La répartition détaillée en 2018 est la suivante : 
prairies (37,2 %), zones agricoles hétérogènes (32,2 %), forêts (21,4 %), terres arables (8 %), milieux à végétation arbustive et/ou herbacée (1,2 %). L'évolution de l’occupation des sols de la commune et de ses infrastructures peut être observée sur les différentes représentations cartographiques du territoire : la carte de Cassini (XVIIIe siècle), la carte d'état-major (1820-1866) et les cartes ou photos aériennes de l'IGN pour la période actuelle (1950 à aujourd'hui).

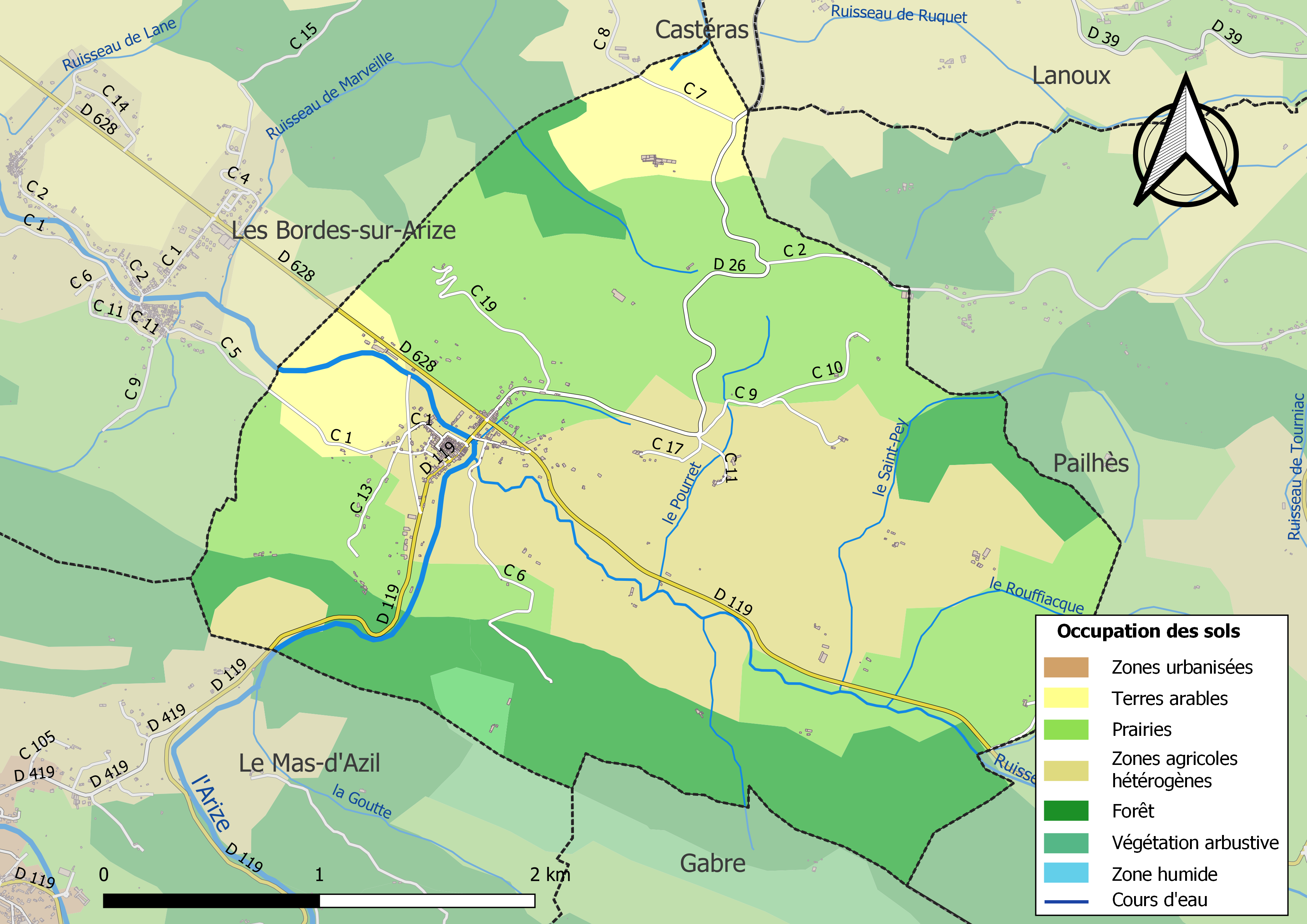
Carte des infrastructures et de l'occupation des sols de la commune en 2018 (CLC).

### Habitat et logement
En 2018, le nombre total de logements dans la commune était de 238, alors qu'il était de 233 en 2013 et de 222 en 2008.
Parmi ces logements, 71,8 % étaient des résidences principales, 18,5 % des résidences secondaires et 9,7 % des logements vacants. Ces logements étaient pour 95,4 % d'entre eux des maisons individuelles et pour 2,1 % des appartements.
Le tableau ci-dessous présente la typologie des logements à Sabarat en 2018 en comparaison avec celle de l'Ariège et de la France entière. Une caractéristique marquante du parc de logements est ainsi une proportion de résidences secondaires et logements occasionnels (18,5 %) inférieure à celle du département (24,6 %) mais supérieure à celle de la France entière (9,7 %). Concernant le statut d'occupation de ces logements, 80,1 % des habitants de la commune sont propriétaires de leur logement (83 % en 2013), contre 66,3 % pour l'Ariège et 57,5 % pour la France entière.
| Typologie                                               | Sabarat | Ariège | France entière |
| ------------------------------------------------------- | ------- | ------ | -------------- |
| Résidences principales (en %)                           | 71,8    | 65,7   | 82,1           |
| Résidences secondaires et logements occasionnels (en %) | 18,5    | 24,6   | 9,7            |
| Logements vacants (en %)                                | 9,7     | 9,7    | 8,2            |

### Voies de communication et transports
Transports en commun : Navette Mûnoz, du Mas d’Azil à Montesquieu-Volvestre rejoignant les lignes régulières de transport interurbain réseau Arc-en-ciel de Montesquieu-Volvestre à Toulouse.

### Risques majeurs
Le territoire de la commune de Sabarat est vulnérable à différents aléas naturels : inondations, climatiques (grand froid ou canicule), feux de forêts, mouvements de terrains et séisme (sismicité faible). Il est également exposé à un risque technologique,  le transport de matières dangereuses,.

#### Risques naturels

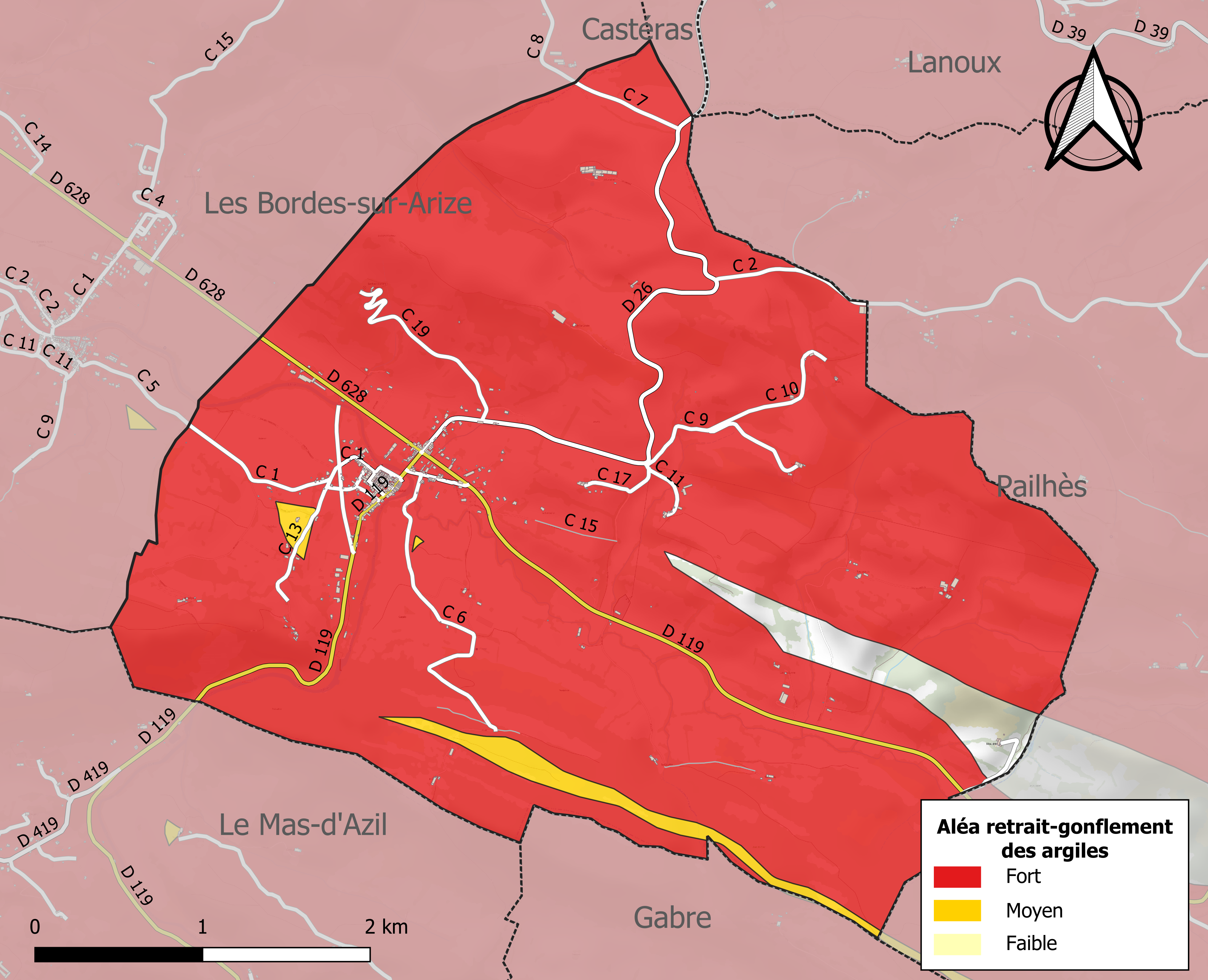
Zonage de l'aléa retrait-gonflement des argiles sur la commune de Sabarat.

Certaines parties du territoire communal sont susceptibles d’être affectées par le risque d’inondation par débordement, crue torrentielle d'un cours d'eau, l'Arize, ou ruissellement d'un versant. L’épisode de crue le plus marquant dans le département reste sans doute celui de 1875. Parmi les inondations marquantes plus récentes concernant l'Arize figurent les crues de 1977, de 1992, de 1993, de 2000 et de 2007.
Les mouvements de terrains susceptibles de se produire sur la commune sont soit des chutes de blocs, soit des glissements de terrains, soit des effondrements liés à des cavités souterraines, soit des mouvements liés au retrait-gonflement des argiles. Près de 50 % de la superficie du département est concernée par l'aléa retrait-gonflement des argiles, dont la commune de Sabarat. L'inventaire national des cavités souterraines permet par ailleurs de localiser celles situées sur la commune.
Ces risques naturels sont pris en compte dans l'aménagement du territoire de la commune par le biais d'un plan de prévention des risques (PPR) inondation et mouvement de terrain approuvé le 27 septembre 2002.

#### Risques technologiques
Le risque de transport de matières dangereuses par une infrastructure routière ou ferroviaire ou par une canalisation de transport de gaz concerne la commune. Un accident se produisant sur une telle infrastructure est en effet susceptible d’avoir des effets graves au bâti ou aux personnes jusqu’à 350 m, selon la nature du matériau transporté. Des dispositions d’urbanisme peuvent être préconisées en conséquence.

## Histoire
Existence d'un dolmen au Peyré. Découvertes en ce lieu de haches polies, de ciseaux, de couteaux polis, de meules, de percuteurs, de burins, de grattoirs. Découverte par Jean-Jacques Pouech de « la cachette du Peyré » contenant boucles, rouelles, tubes en spirale et des objets en bronze indéterminés.
Le 1er septembre 1625, les habitants incendièrent le village et, à l'approche du maréchal du Thémines, se réfugièrent au Mas-d’Azil. L'église fut détruite (on signale qu'en 1623 se trouvait encore un cloître, en l'emplacement de l’église actuelle). L'église fut reconstruite et la date de 1688 gravée sur le portail marque certainement l'achèvement de la remise en état des lieux.
L’église fut dès lors dédiée à sainte Anne, elle était auparavant dédiée à sainte Marie.
Une ligne de chemin de fer à voie métrique de Toulouse à Sabarat dite le Tacot de la Lèze, exploitée par les Chemins de fer du Sud-Ouest, a fonctionné de  1911 à 1938. Elle y était en interconnexion avec la ligne de Carbonne au Mas-d'Azil dite le Tacot du Volvestre qui a desservi la commune également de 1911 à 1938.

## Politique et administration

### Découpage territorial
La commune de Sabarat est membre de la communauté de communes Arize Lèze, un établissement public de coopération intercommunale (EPCI) à fiscalité propre créé le 30 octobre 2016 dont le siège est à Le Fossat. Ce dernier est par ailleurs membre d'autres groupements intercommunaux.
Sur le plan administratif, elle est rattachée à l'arrondissement de Saint-Girons, au département de l'Ariège, en tant que circonscription administrative de l'État, et à la région Occitanie.
Sur le plan électoral, elle dépend du canton d'Arize-Lèze pour l'élection des conseillers départementaux, depuis le redécoupage cantonal de 2014 entré en vigueur en 2015, et de la deuxième circonscription de l'Ariège  pour les élections législatives, depuis le redécoupage électoral de 1986.

### Administration municipale
Le nombre d'habitants au recensement de 2011 étant compris entre 500 et 1 499 habitants, le nombre de membres du conseil municipal pour l'élection de 2014 est de quinze,.

### Liste des maires

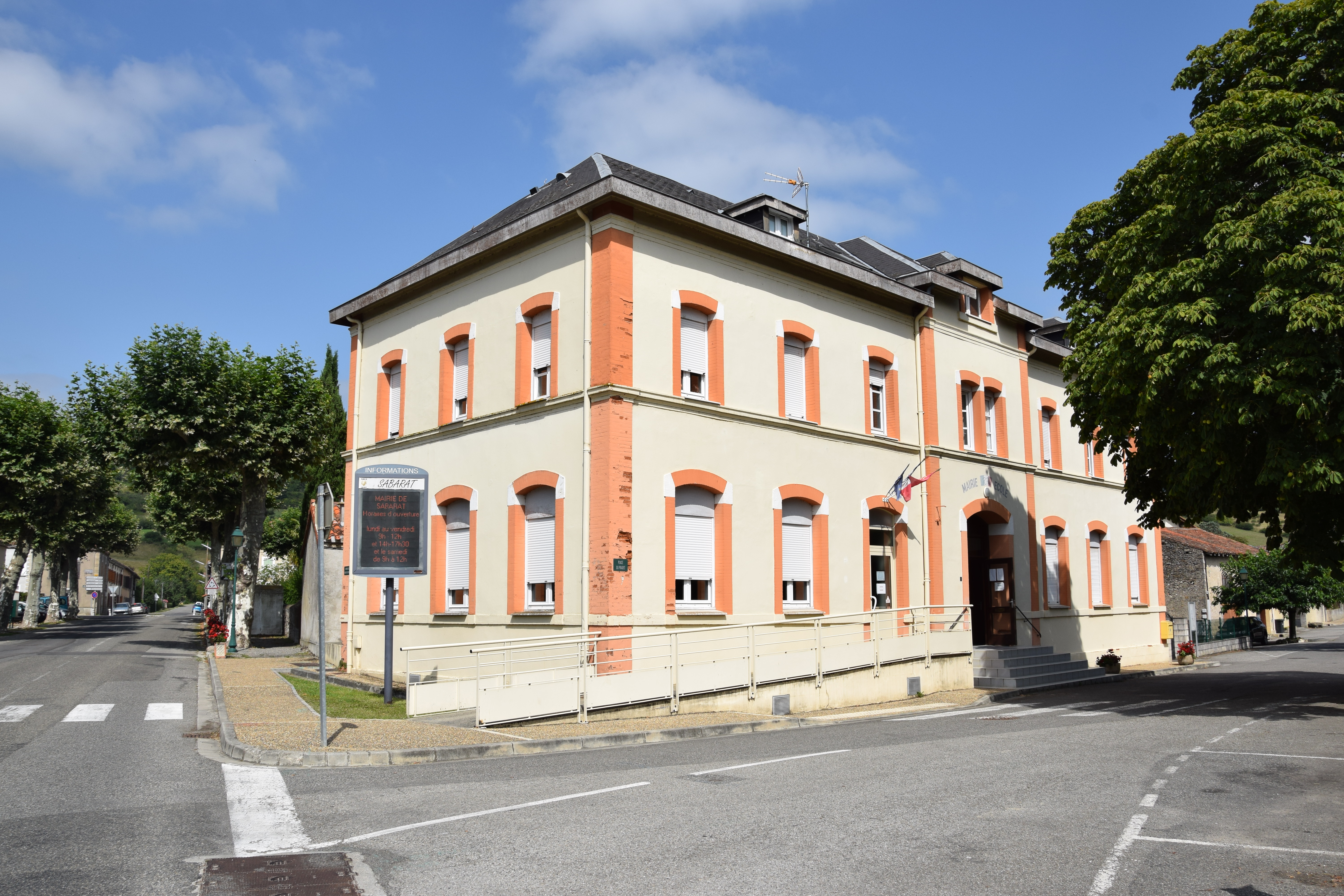
La mairie.

| Période                                  | Période  | Identité         | Étiquette | Qualité       |
| ---------------------------------------- | -------- | ---------------- | --------- | ------------- |
| mars 2001                                | 2008     | Bernard Fraisse  |           |               |
| mars 2008                                | En cours | Laurent Milhorat |           | Fonctionnaire |
| Les données manquantes sont à compléter. |          |                  |           |               |

## Population et société

### Démographie
L'évolution du nombre d'habitants est connue à travers les recensements de la population effectués dans la commune depuis 1793. Pour les communes de moins de 10 000 habitants, une enquête de recensement portant sur toute la population est réalisée tous les cinq ans, les populations de référence des années intermédiaires étant quant à elles estimées par interpolation ou extrapolation. Pour la commune, le premier recensement exhaustif entrant dans le cadre du nouveau dispositif a été réalisé en 2008.

En 2022, la commune comptait 377 habitants, en évolution de +9,59 % par rapport à 2016 (Ariège : +1,48 %, France hors Mayotte : +2,11 %).
| 1793 | 1800 | 1806 | 1821 | 1831 | 1836 | 1841 | 1846 | 1851 |
| ---- | ---- | ---- | ---- | ---- | ---- | ---- | ---- | ---- |
| 629  | 608  | 636  | 622  | 699  | 785  | 800  | 830  | 800  |

| 1856 | 1861 | 1866 | 1872 | 1876 | 1881 | 1886 | 1891 | 1896 |
| ---- | ---- | ---- | ---- | ---- | ---- | ---- | ---- | ---- |
| 823  | 725  | 714  | 679  | 696  | 678  | 622  | 600  | 558  |

| 1901 | 1906 | 1911 | 1921 | 1926 | 1931 | 1936 | 1946 | 1954 |
| ---- | ---- | ---- | ---- | ---- | ---- | ---- | ---- | ---- |
| 517  | 456  | 508  | 432  | 443  | 438  | 434  | 395  | 374  |

| 1962 | 1968 | 1975 | 1982 | 1990 | 1999 | 2006 | 2008 | 2013 |
| ---- | ---- | ---- | ---- | ---- | ---- | ---- | ---- | ---- |
| 348  | 327  | 305  | 279  | 304  | 284  | 337  | 351  | 333  |

| 2018 | 2022 | - | - | - | - | - | - | - |
| ---- | ---- | - | - | - | - | - | - | - |
| 378  | 377  | - | - | - | - | - | - | - |

| selon la population municipale des années : | 1968 | 1975 | 1982 | 1990 | 1999 | 2006 | 2009 | 2013 |
| Rang de la commune dans le département      | 337  | 318  | 279  | 260  | 249  | 238  | 244  | 228  |
| Nombre de communes du département           | 592  | 582  | 586  | 588  | 588  | 588  | 589  | 589  |

### Enseignement
Sabarat fait partie de l'académie de Toulouse.
L'éducation est assurée par un regroupement pédagogique intercommunal avec la commune des Bordes-sur-Arize pour l'école primaire.

### Associations
Principales associations : Comité des fêtes, foyer rural, observatoire, bibliothèque.

### Activités sportives
Pétanque, moto...

## Économie

### Revenus
En 2018, la commune compte 155 ménages fiscaux, regroupant 337 personnes. La médiane du revenu disponible par unité de consommation est de 18 320 € (19 820 € dans le département).

### Emploi
| Division       | 2008  | 2013   | 2018   |
| -------------- | ----- | ------ | ------ |
| Commune        | 9,3 % | 10,1 % | 8,3 %  |
| Département    | 8,9 % | 11,1 % | 11,2 % |
| France entière | 8,3 % | 10 %   | 10 %   |

En 2018, la population âgée de 15 à 64 ans s'élève à 193 personnes, parmi lesquelles on compte 76,7 % d'actifs (68,4 % ayant un emploi et 8,3 % de chômeurs) et 23,3 % d'inactifs,. En  2018, le taux de chômage communal (au sens du recensement) des 15-64 ans est inférieur à celui de la France et du département, alors qu'en 2008 la situation était inverse.
La commune est hors attraction des villes,. Elle compte 66 emplois en 2018, contre 66 en 2013 et 72 en 2008. Le nombre d'actifs ayant un emploi résidant dans la commune est de 136, soit un indicateur de concentration d'emploi de 48,3 % et un taux d'activité parmi les 15 ans ou plus de 50,7 %.
Sur ces 136 actifs de 15 ans ou plus ayant un emploi, 30 travaillent dans la commune, soit 22 % des habitants. Pour se rendre au travail, 89,7 % des habitants utilisent un véhicule personnel ou de fonction à quatre roues, 1,5 % les transports en commun, 1,5 % s'y rendent en deux-roues, à vélo ou à pied et 7,4 % n'ont pas besoin de transport (travail au domicile).

### Activités hors agriculture
30 établissements sont implantés  à Sabarat au 31 décembre 2019. Le tableau ci-dessous en détaille le nombre par secteur d'activité et compare les ratios avec ceux du département,.
Le secteur de la construction est prépondérant sur la commune puisqu'il représente 33,3 % du nombre total d'établissements de la commune (10 sur les 30 entreprises implantées  à Sabarat), contre 14,2 % au niveau départemental.
Commerces : Vente de carrelages.
Principales entreprises : entreprise de maçonnerie, entreprise de transport, exploitations agricoles (dix-sept fermes sont disséminées sur les coteaux environnants), menuiseries, carrosserie.

### Agriculture
|                                   | 1988 | 2000 | 2010 |
| --------------------------------- | ---- | ---- | ---- |
| Exploitations                     | 15   | 11   | 9    |
| Superficie agricole utilisée (ha) | 659  | 569  | 544  |

La commune fait partie de la petite région agricole dénommée « Coteaux de l'Ariège ». En 2010, l'orientation technico-économique de l'agriculture  sur la commune est l'élevage de bovins, lait, élevage et viande combinés. Neuf exploitations agricoles ayant leur siège dans la commune sont dénombrées lors du recensement agricole de 2010 (douze en 1988). La superficie agricole utilisée est de 544 ha.

## Culture locale et patrimoine

### Lieux et monuments
- Église Sainte-Anne, avec clocher-mur inscrit aux Monuments historiques en 1944[65].
- Temple de l'Église protestante unie de France de Sabarat.

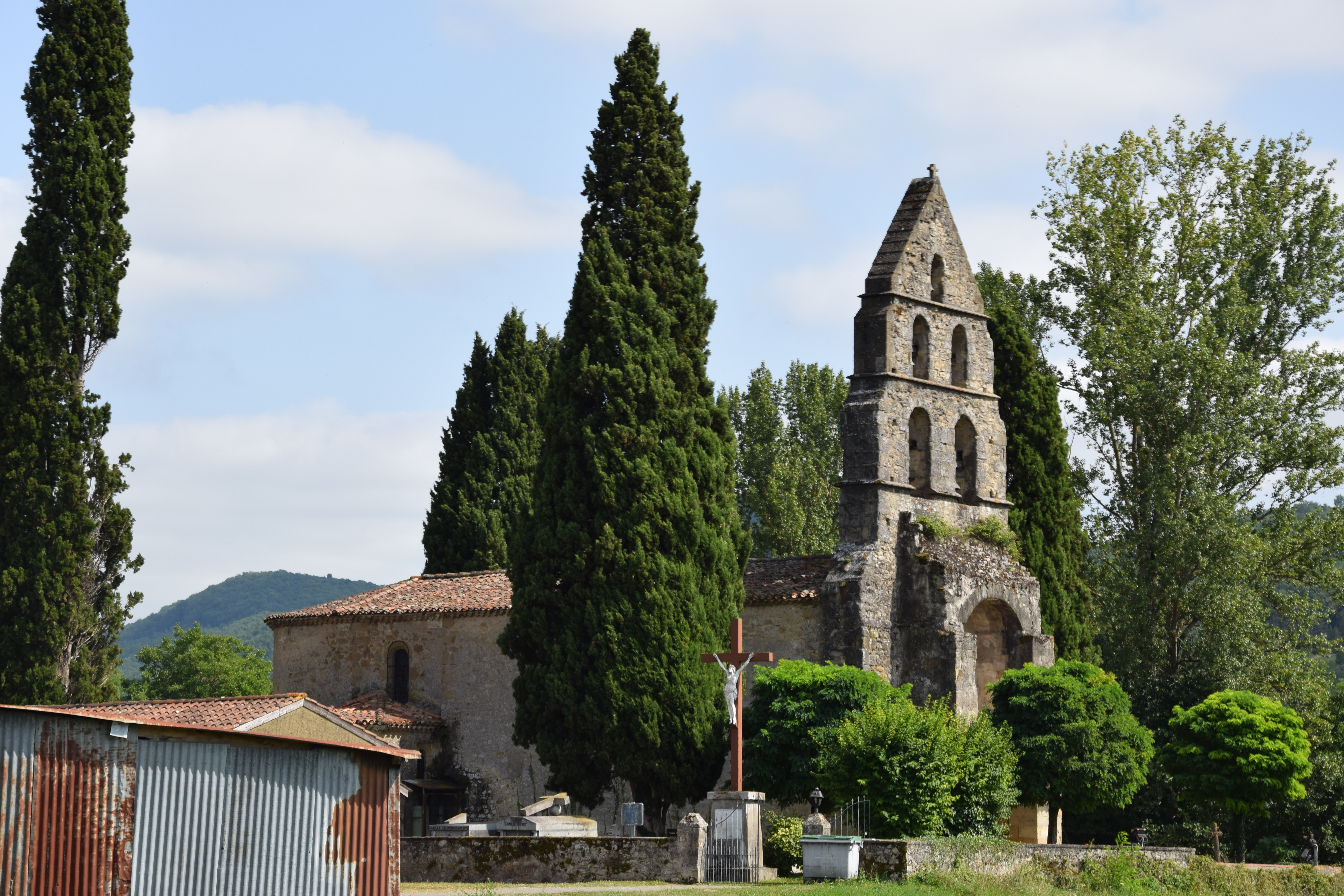
Vue générale de l'église en 2021.
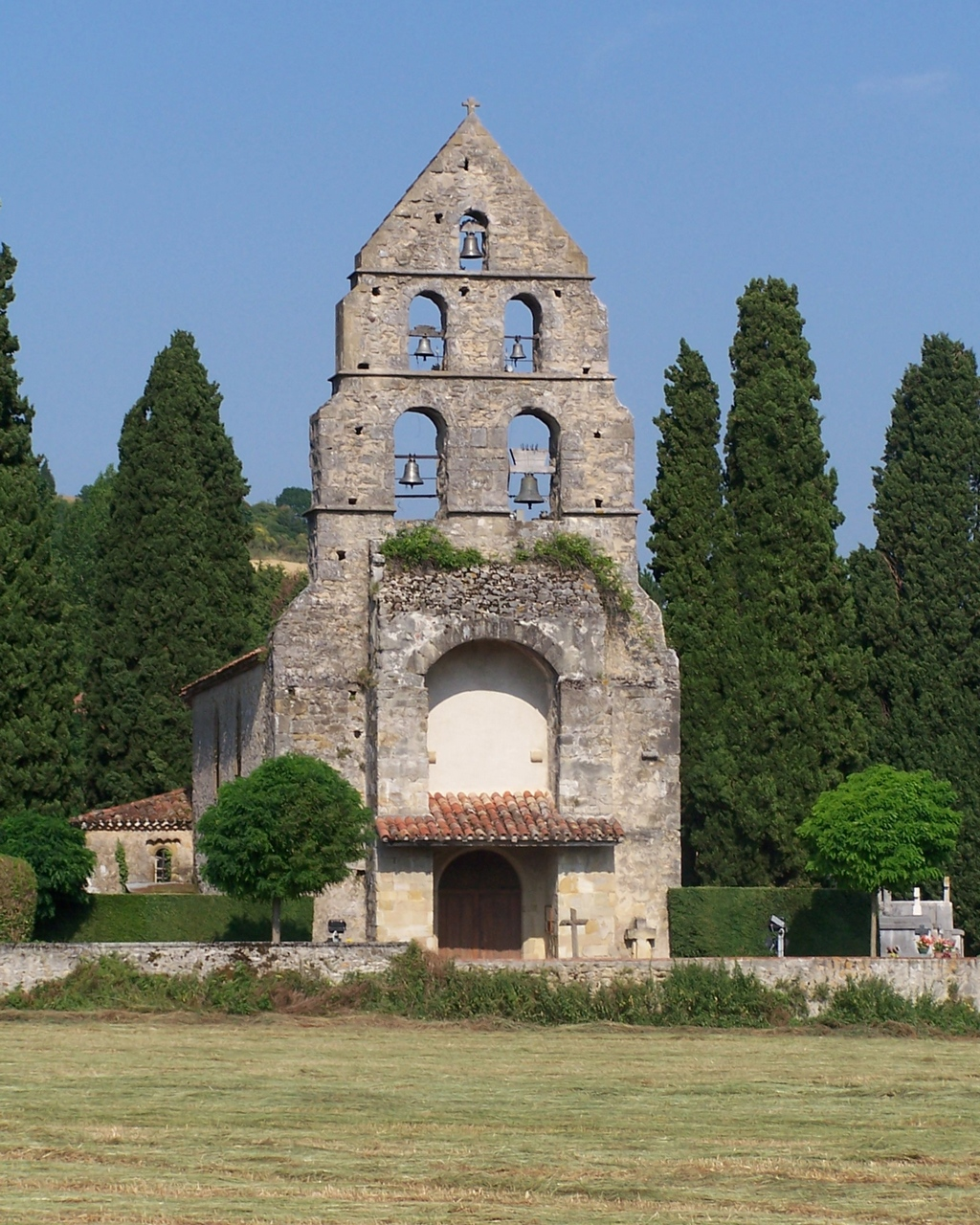
Église Sainte-Anne (façade).
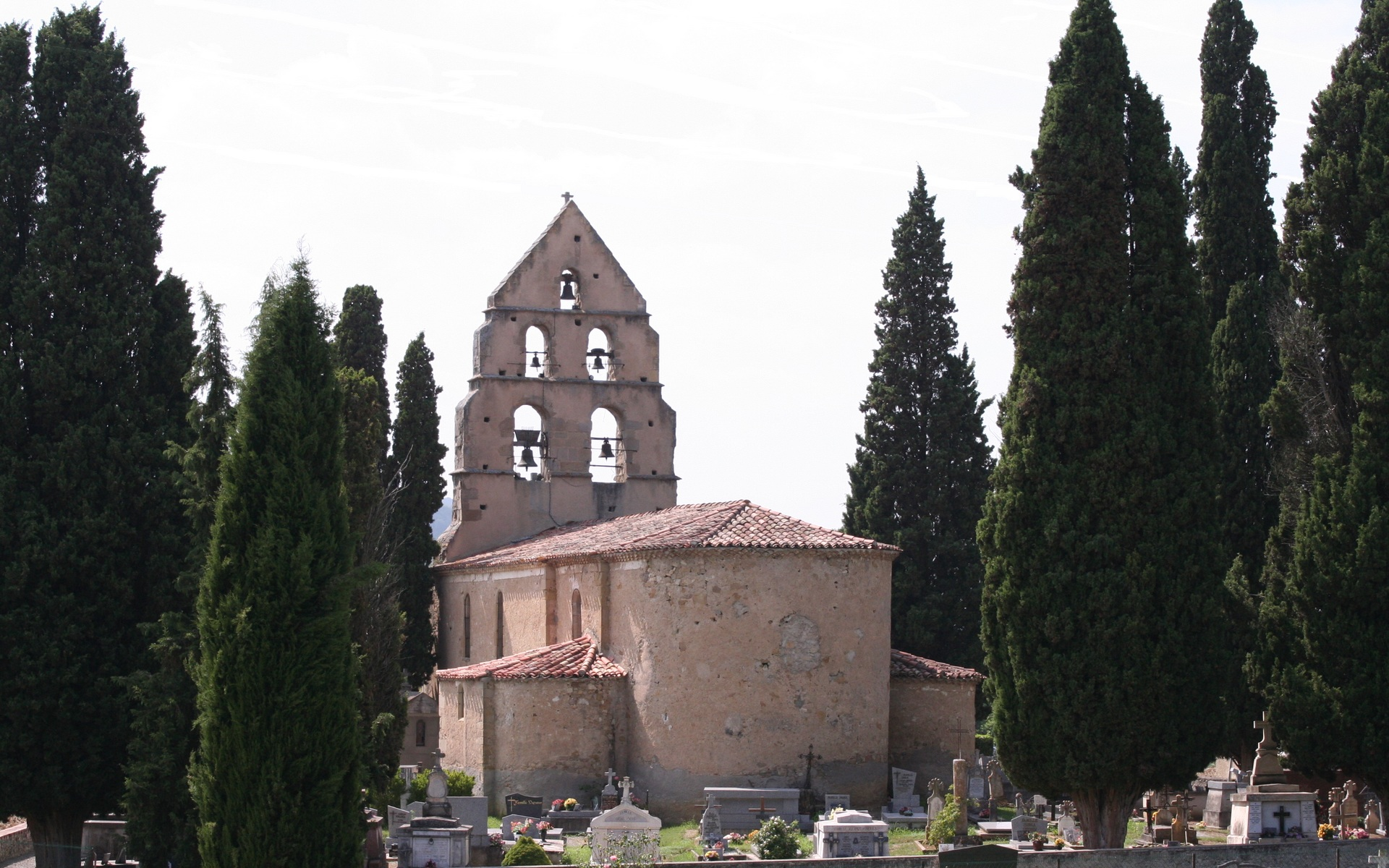
Chevet de l'église Sainte-Anne.
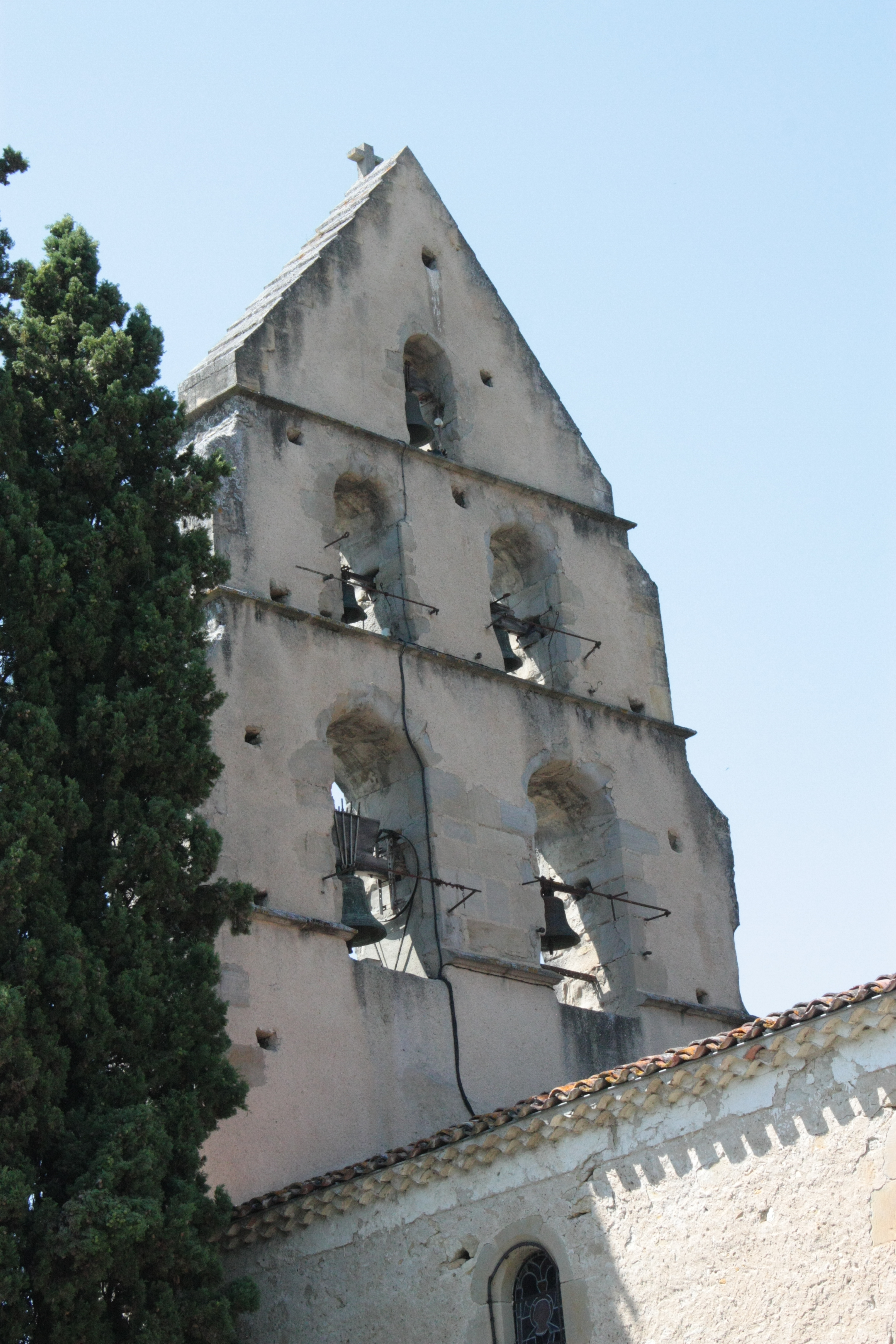
Le clocher-mur de l'église.
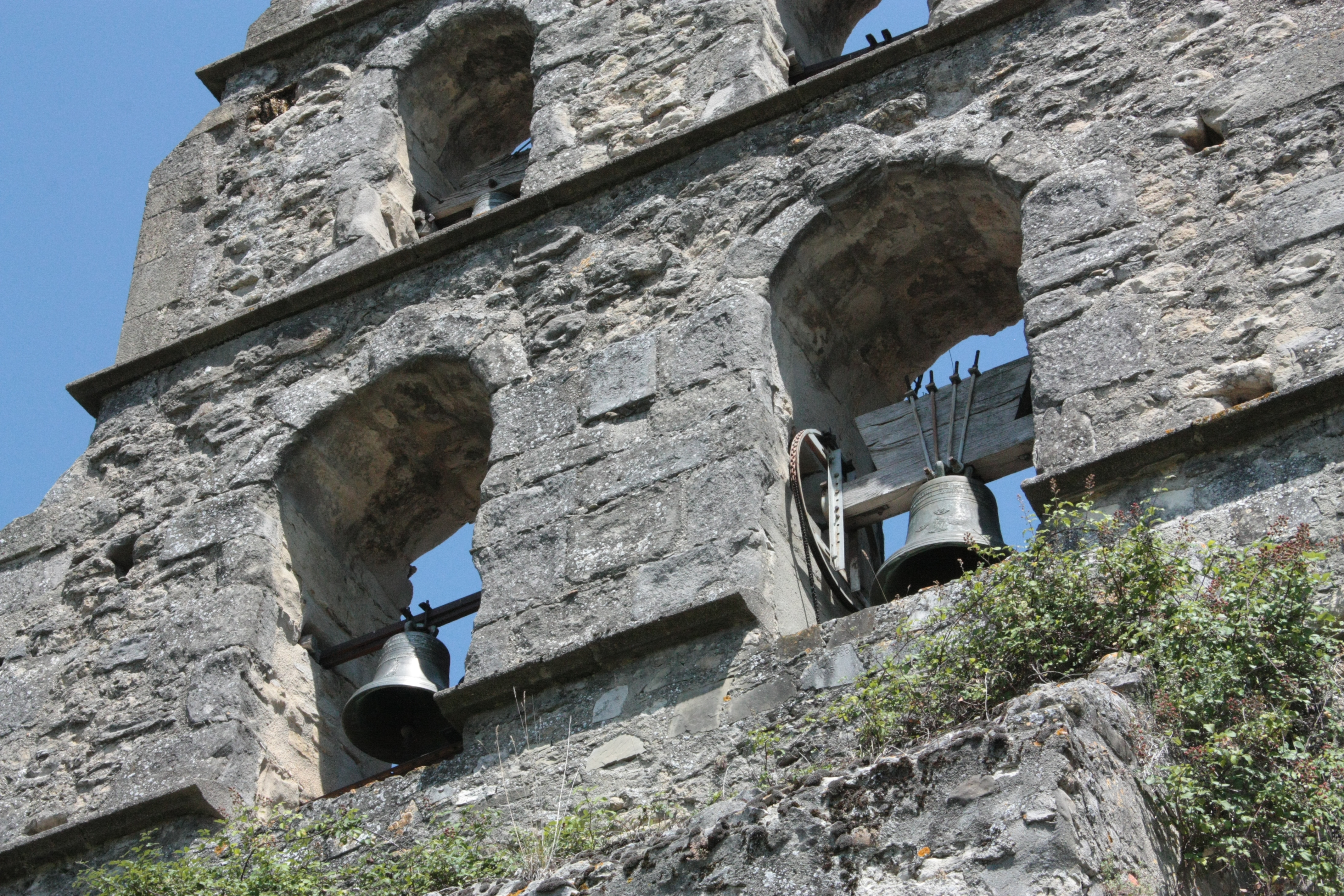
Les cloches.
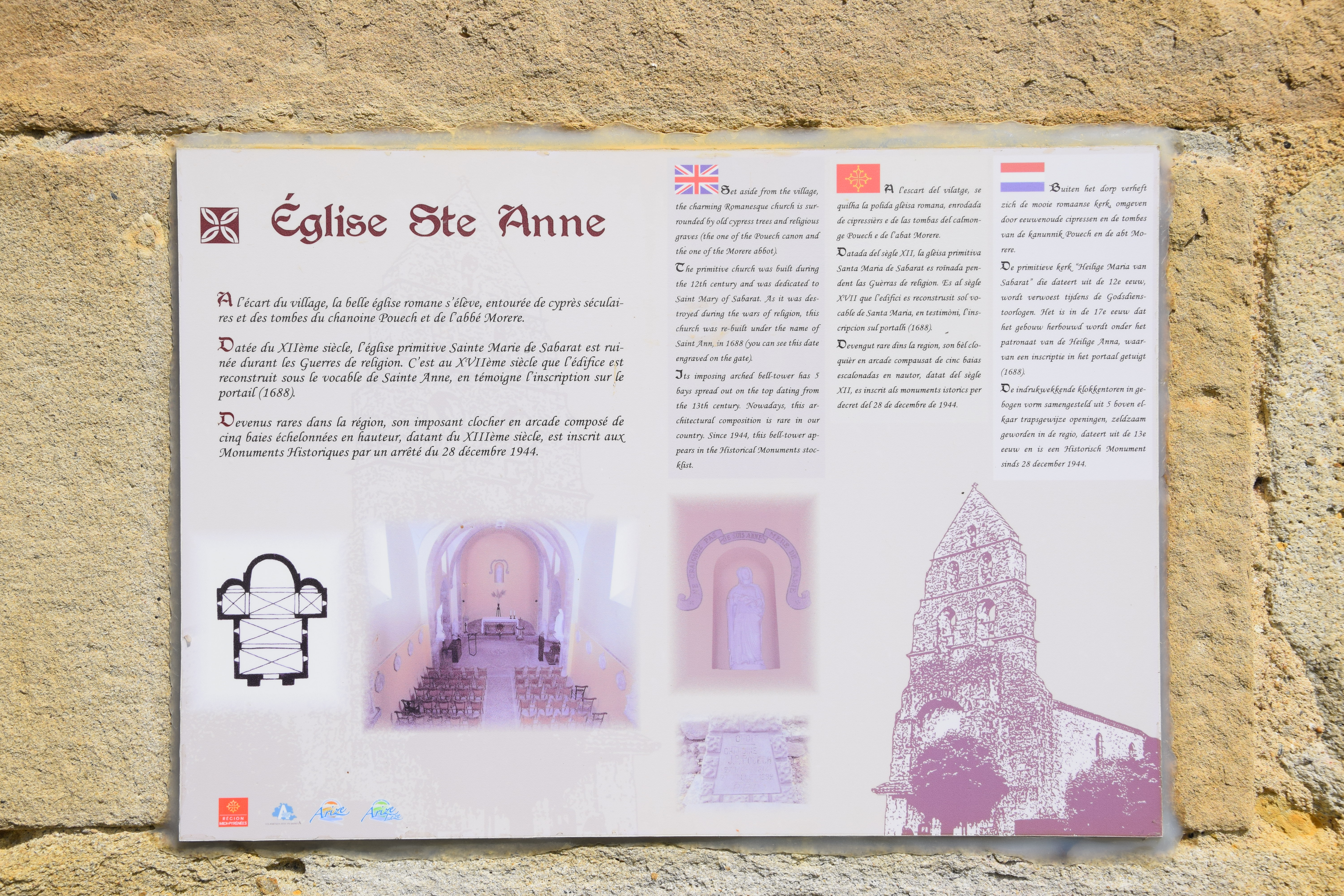
Vue de la plaque descriptive en 2021.

- Sur la rive gauche de l’Arize, au plan semblable à celui des bastides on remarque des maisons à colombages construites en encorbellement, de vastes demeures de maîtres, un mail au bout duquel se trouve le temple, une fontaine imposante au fond de la promenade de l'Ario.
- Un solide pont en pierre enjambe l'Arize où viennent se refléter les façades anciennes qui la surplombent
- Un peu plus loin, à l'ouest du village, rive gauche se trouve un temple protestant datant certainement de la fin du XVIIIe siècle.
- Le dolmen du Peyré. Selon une tradition locale, il était habité par une sorcière nommée Matèbe. Elle allait au sabbat dans un champ tout proche, le Prat des Gats (Pré des Chats), à minuit et elle y rencontrait d'autres sorcières[66].
- L'Observatoire astronomique, dont le fondateur est le pasteur Richardot. Depuis son inauguration en avril 1991, l'observatoire astronomique accueille groupes pour soirées d'observations, stagiaires, élèves allant des classes primaires à l'université, grand public.

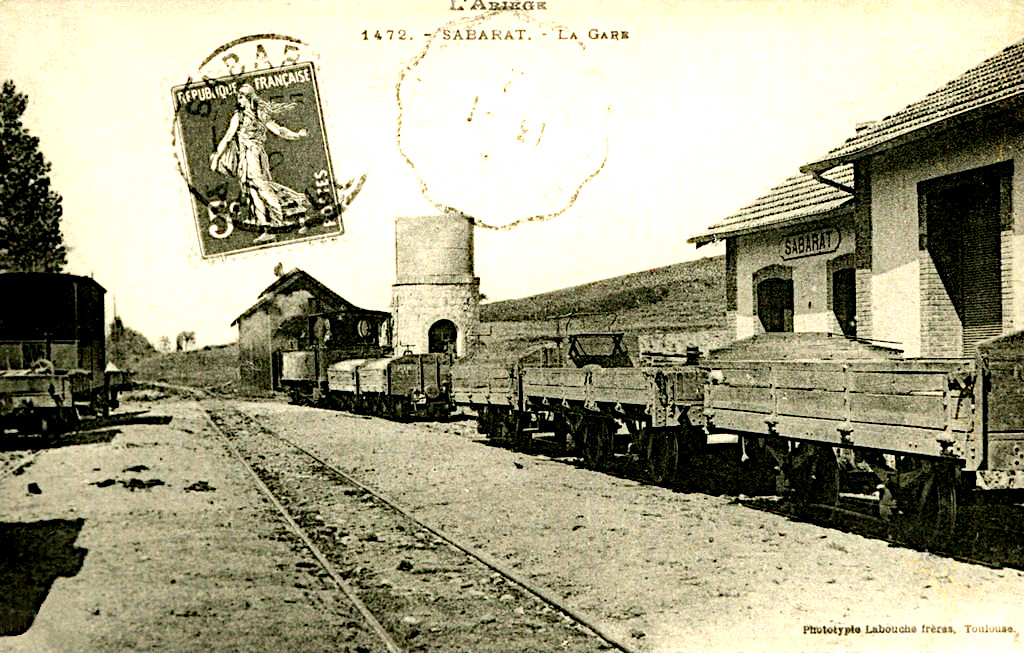
La gare de Sabarat, nœud ferroviaire des Chemins de fer du Sud-Ouest de 1911 à 1938.
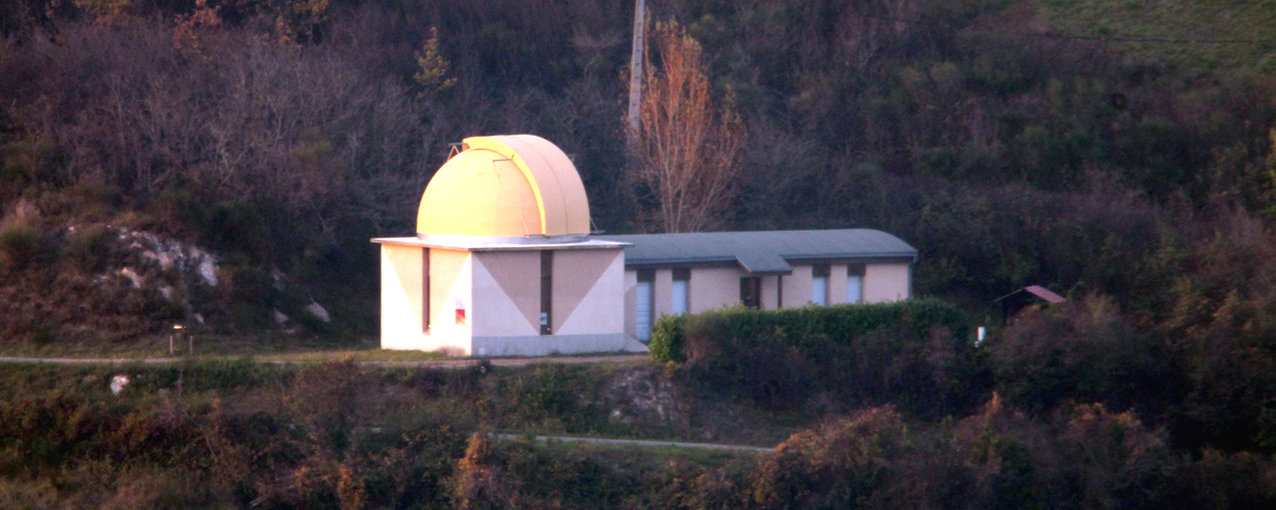
Coupole jaune de l'observatoire de Sabarat (Ariège) Soleil de la maquette sur 20 km.
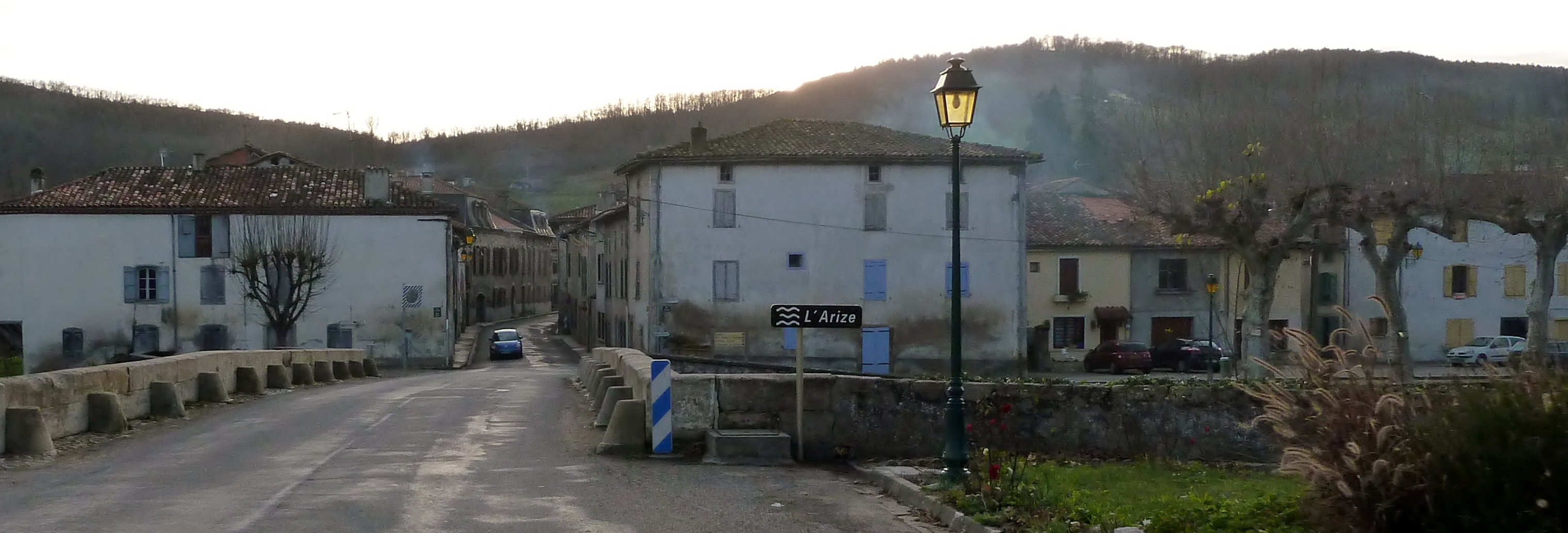
Pont sur l'Arize.
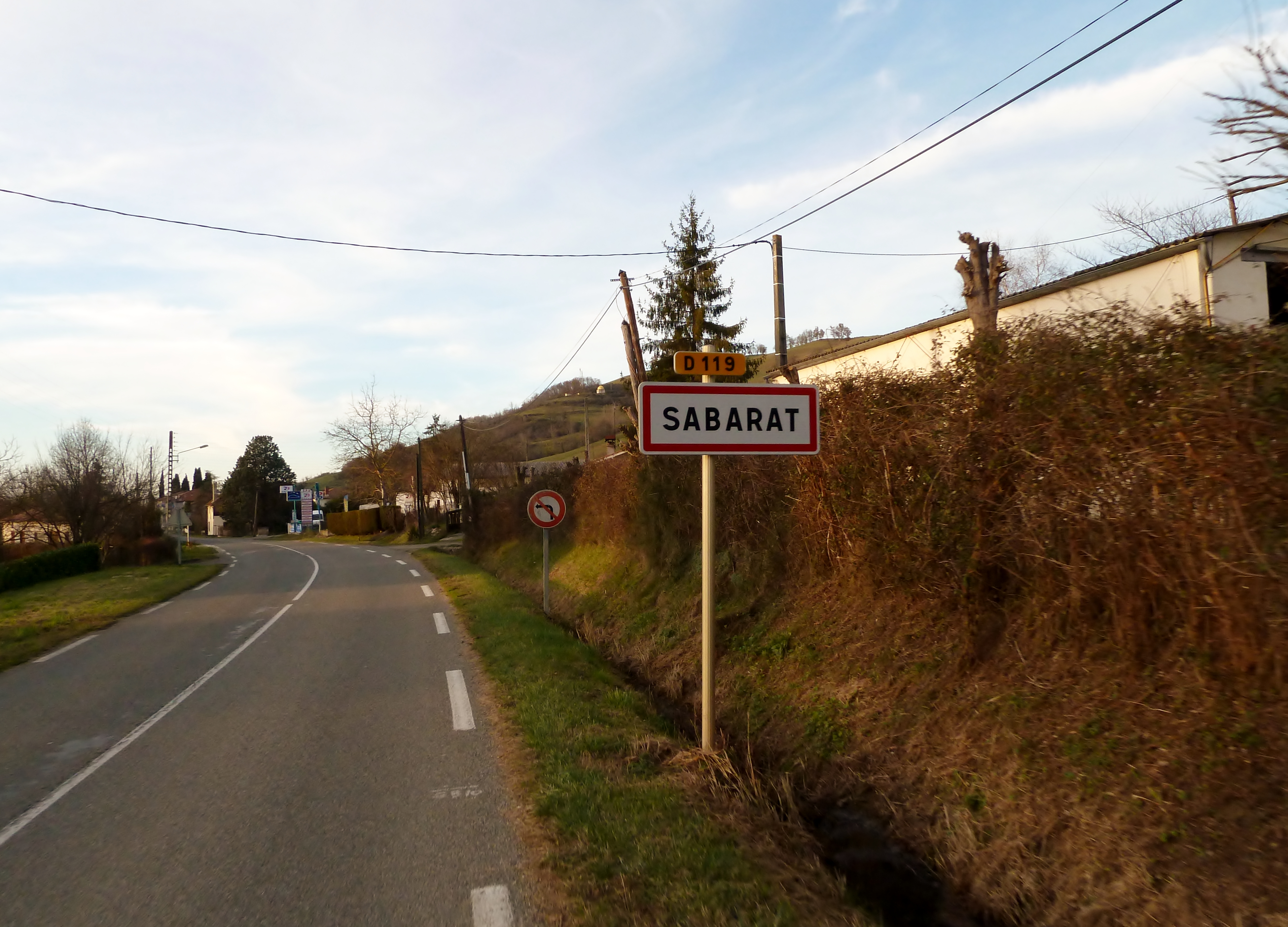
L'entrée du village.

### Personnalités liées à la commune
- Jacques d'Ounous d'Andurand (1778-1852), homme politique né à Sabarat, député de l'Ariège de 1820 à 1831.
- Jean-Jacques Pouech, chanoine titulaire de la cathédrale de Pamiers est né à Sabarat en 1814 et mort en 1892. Auteur de nombreux travaux sur les principaux saints du diocèse, il fut surtout connu comme géologue et paléontologue. Il a laissé une collection[67] (ossements, poteries, colliers, monnaies, pistolets du temps de Louis XIII) malheureusement quelquefois en partie perdue et de nombreux écrits non publiés. Elle a été présentée lors du colloque organisé à Pamiers pour le centenaire de la mort du chanoine les 16 et 17 octobre 1992. Pour ce centenaire, la place du village a été dénommée place du Chanoine-Pouech.

## Héraldique
| Blason de Sabarat | Blason  | D'or à sept sabres de gueules posés en pal et rangés en orle. |
| Blason de Sabarat | Détails | Le statut officiel du blason reste à déterminer.              |